# Wojna kolonii hiszpańskich o niepodległość
Wojna kolonii hiszpańskich o niepodległość 1810–1826 – walki krajów Ameryki Środkowej i Południowej oraz wystąpienia mieszkańców kolonii o wyzwolenie spod panowania Hiszpanii i skierowane przeciwko panowaniu kolonialnemu.
Zwycięstwa armii Simóna Bolívara, Joségo de San Martín, Andrésa de Santa Cruz, Antonio José de Sucre i in. nad wojskami hiszpańskimi zdecydowały o niepodległości państw Ameryki Łacińskiej. Pierwszy etap walki o uwolnienie zakończył się w 1816 r. pacyfikacją powstańców. Jednak 9 lipca tego samego roku José de San Martín ogłosił niepodległość Argentyny, walczący zaś na północy S. Bolívar wyzwolił Wenezuelę i Kolumbię tworząc w 1819 r. Wielką Kolumbię. Proces tworzenia kształtu politycznego Ameryki Południowej zakończył się utworzeniem Urugwaju, rozpadem Wielkiej Kolumbii oraz oddzieleniem się od Kolumbii Panamy. W wyniku wojen przed końcem lat 20. XIX w. ukształtowały się główne elementy mapy politycznej Ameryki Łacińskiej, które przetrwały do początków XX w.